# María Lucelly Murillo
María Lucelly Murillo Murillo (* 5. Mai 1991) ist eine kolumbianische Leichtathletin, die sich auf den Speerwurf spezialisiert hat. 2010 gewann sie die Goldmedaille bei den Südamerikaspielen und 2011 wurde sie Südamerikameisterin.

## Sportliche Laufbahn
Erste internationale Erfahrungen sammelte María Lucelly Murillo 2009 bei den Juniorensüdamerikameisterschaften in São Paulo, bei denen sie im Speerwurf mit einer Weite von 50,08 m die Goldmedaille gewann und im Kugelstoßen mit 12,33 m auf den vierten Platz gelangte. Anschließend siegte sie im Speerwurf bei den Panamerikanischen Juniorenmeisterschaften in Port of Spain mit 51,76 m. Im Jahr darauf siegte sie bei den U23-Südamerikameisterschaften in Medellín, die zugleich auch die Südamerikaspiele darstellten mit einem Wurf auf 56,08 m. Daraufhin wurde sie bei den Juniorenweltmeisterschaften in Moncton mit 54,44 m Vierte und gewann bei den Zentralamerika- und Karibikspielen (CAC) in Mayagüez mit 51,29 m die Bronzemedaille hinter der Jamaikanerin Kateema Riettie und Fresa Nuñez aus der Dominikanischen Republik. 2011 feierte sie mit dem Gewinn der Goldmedaille bei den Südamerikameisterschaften in Buenos Aires mit einer Weite von 55,85 m ihren bisher größten Erfolg und erhielt damit auch einen Startplatz für die Weltmeisterschaften in Daegu, bei denen sie mit 52,83 m in der Qualifikation ausschied. 2013 erreichte sie bei den Südamerikameisterschaften in Cartagena mit einer Wite von 54,61 m Rang fünf und gewann bei den Juegos Bolivarianos in Trujillo mit 55,98 m die Silbermedaille hinter ihrer Landsfrau Flor Ruíz. 2014 nahm sie erneut an den Südamerikaspielen in Santiago de Chile teil und wurde dort mit 55,76 m Vierte, ehe sie sich bei den Zentralamerika- und Karibikspielen in Xalapa mit 53,06 m mit Rang fünf begnügen musste.
2017 gewann sie bei den Juegos Bolivarianos in Santa Marta mit 54,66 m die Bronzemedaille hinter ihrer Landsfrau Ruíz und der Venezolanerin Estefany Chacón. Im Jahr darauf gewann sie bei den Südamerikaspielen in Cochabamba mit 58,81 m die Silbermedaille hinter der Brasilianerin Laila Ferrer de Silva und anschließend siegte sie bei den Zentralamerika- und Karibikspielen in Barranquilla mit 59,54 m sowie bei den Ibero-Amerikanischen Meisterschaften in Trujillo mit 59,51 m. 2019 gewann sie bei den Südamerikameisterschaften in Lima mit 57,24 m erneut die Silbermedaille hinter de Silva und nahm anschließend erstmals an den Panamerikanischen Spielen ebendort teil, bei denen sie mit 59,69 m auf den vierten Platz gelangte. 2021 gewann sie bei den Südamerikameisterschaften in Guayaquil mit 59,92 m erneut die Silbermedaille hinter de Silva. Anschließend nahm sie an den Olympischen Sommerspielen in Tokio teil und verpasste dort mit 54,98 m den Finaleinzug. 2023 gewann sie bei den CAC-Spielen in San Salvador mit 58,92 m die Silbermedaille hinter ihrer Landsfrau Flor Ruíz und anschließend sicherte sie sich bei den Südamerikameisterschaften in São Paulo mit 59,75 m die Bronzemedaille hinter Ruíz und der Brasilianerin Tamara de Sousa. Daraufhin belegte sie bei den Weltmeisterschaften in Budapest mit 54,85 m im Finale den elften Platz. Im November belegte sie bei den Panamerikanischen Spielen in Santiago de Chile mit 59,19 m den vierten Platz. Im Jahr darauf belegte sie bei den Ibero-Amerikanischen Meisterschaften in Cuiabá mit 57,80 m ebenfalls den vierten Platz und verpasste im August bei den Olympischen Sommerspielen in Paris mit 60,38 m den Finaleinzug.
2025 belegte sie bei den Südamerikameisterschaften in Mar del Plata mit 54,63 m den fünften Platz.
In den Jahren 2018, 2021 und 2023 wurde Murillo kolumbianische Meisterin im Speerwurf.